# 也先帖木儿 (脱脱弟)
也先帖木儿（?—?），元朝大臣，马札儿台的儿子，脱脱的弟弟，蔑儿乞人。
元惠宗至元六年（1340年），任命也先帖木儿为御史大夫。至正元年（1341年）至至正三年（1343年），担任中书省平章政事。至正十一年（1351年），脱脱奏请以弟弟御史大夫也先帖木儿为知枢密院事，率领禁卫兵，与陕西行省平章政事月鲁帖木儿一起镇压南阳、襄阳一带的反元起义。驻守沙河，也先帖木儿性情庸懦，军中夜惊，也先帖木儿弃辎重逃走，大军奔溃。朝廷因为脱脱之故，不加罪也先帖木儿。回去还是御史大夫。至正十四年（1354年）哈麻弹劾也先帖木儿，以汪家奴为御史大夫。 至正十五年（1355年），诏流放脱脱到云南镇西路，流放也先帖木儿到四川碉门，家产簿录入官。至正二十三年，监察御史张冲等上章为脱脱雪冤。当时也先帖木儿已卒。